# Yelicones paradoxus
Yelicones paradoxus är en stekelart som först beskrevs av Fischer 1961.  Yelicones paradoxus ingår i släktet Yelicones och familjen bracksteklar. Inga underarter finns listade i Catalogue of Life.